# Cuitlauzina pulchella
Cuitlauzina pulchella là một loài thực vật có hoa trong họ Lan. Loài này được (Bateman ex Lindl.) Dressler & N.H.Williams mô tả khoa học đầu tiên năm 2003.

## Hình ảnh

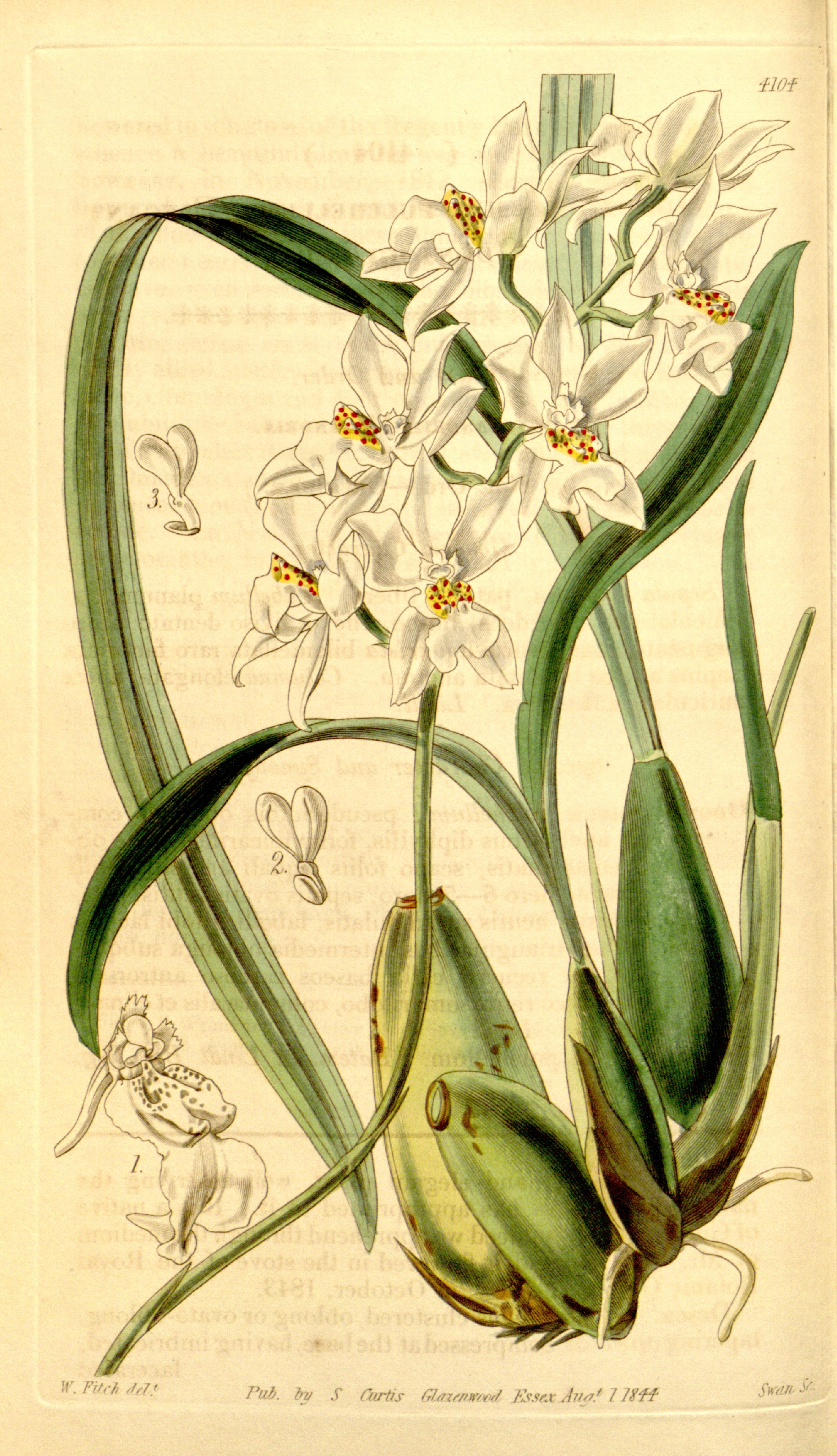
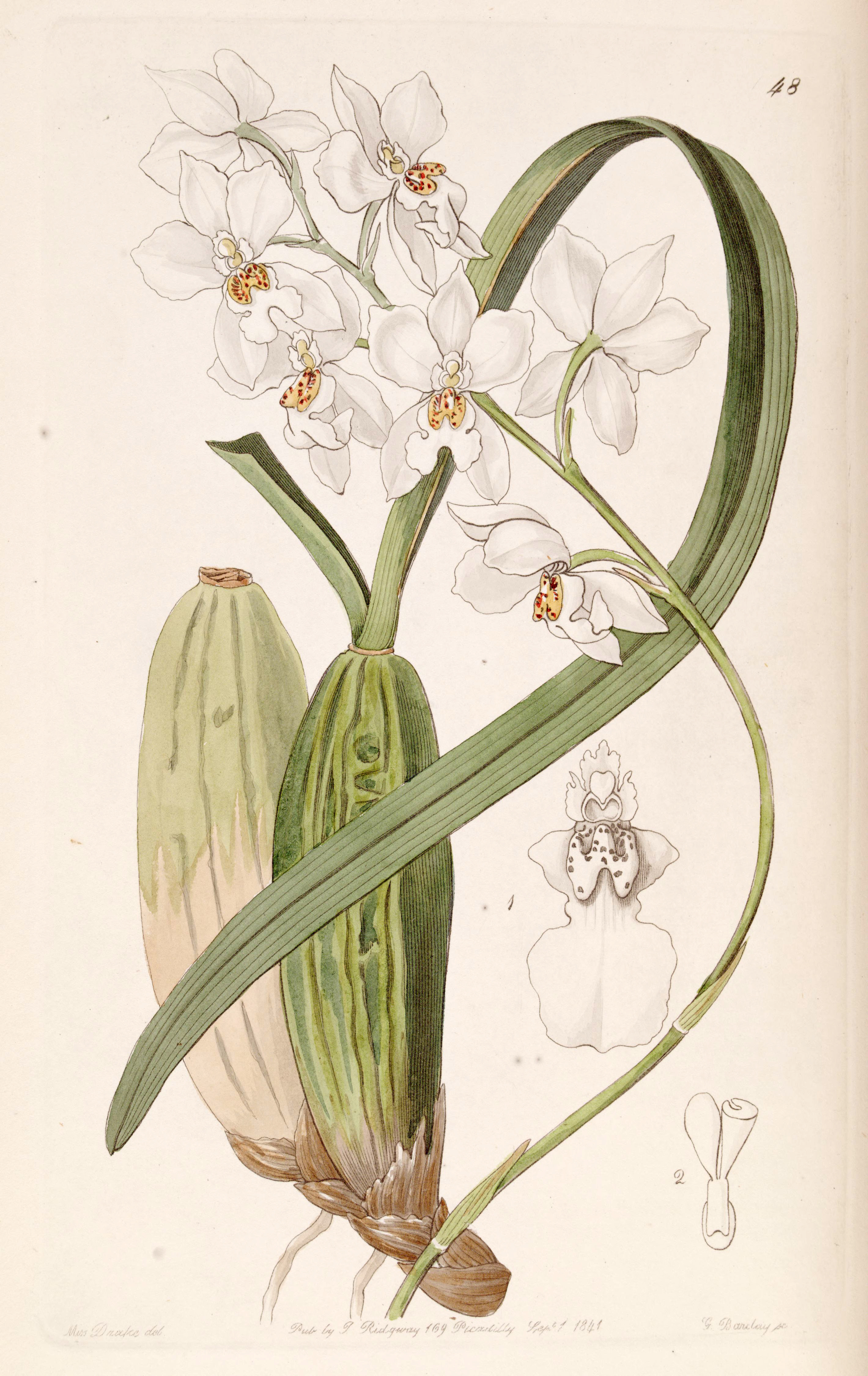
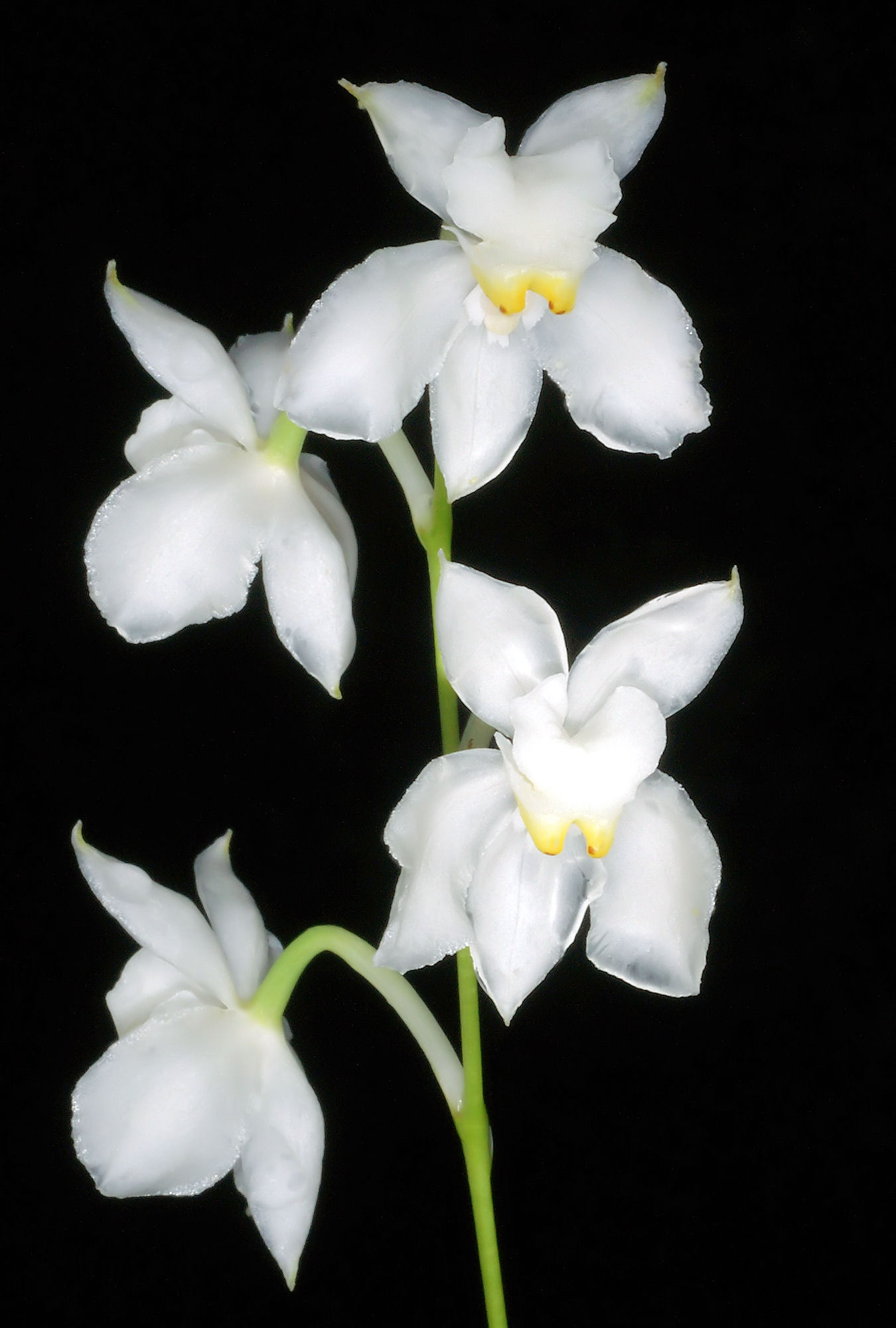
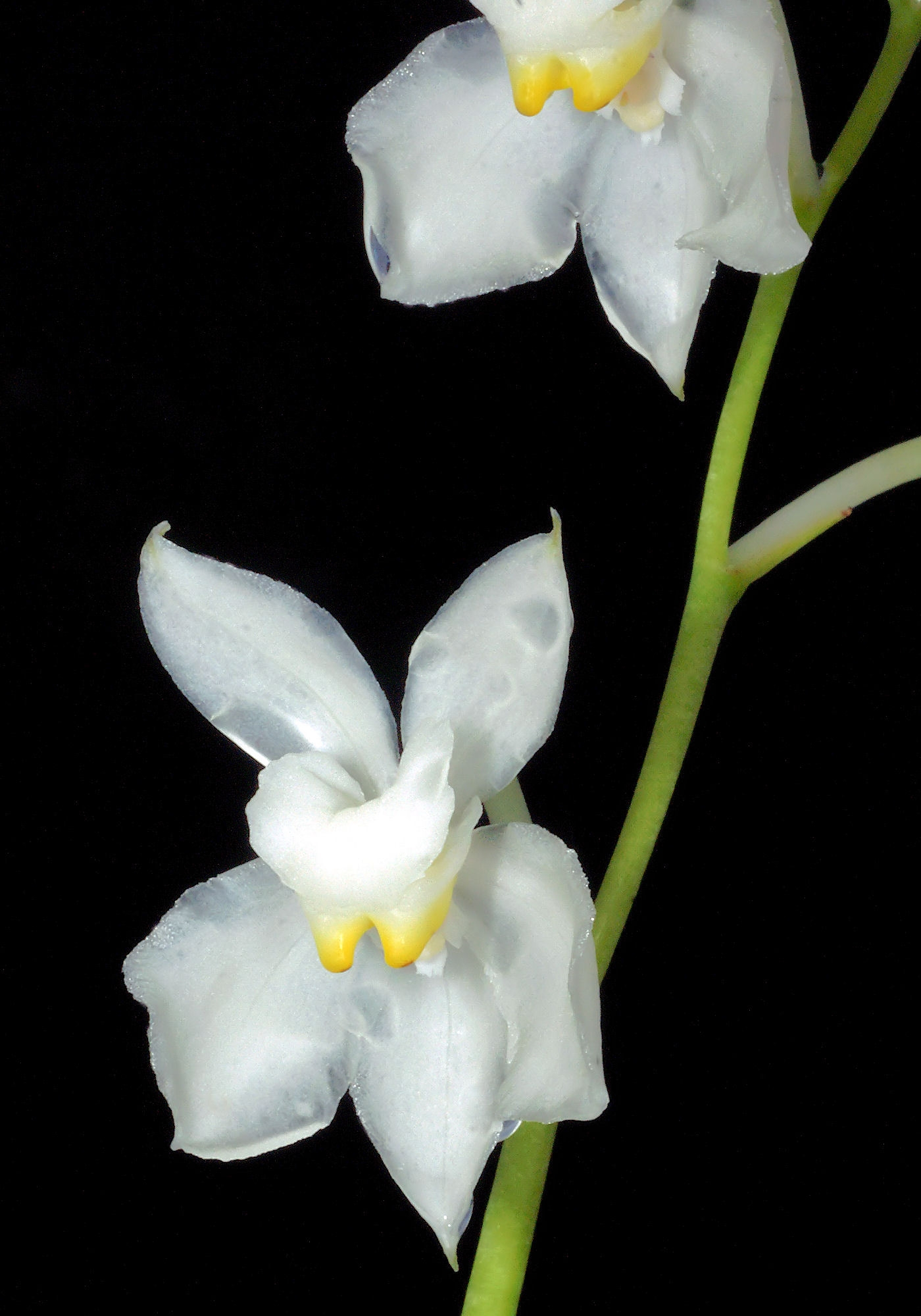